# Sonny Rollins Plays
| Recensione | Giudizio |
| ---------- | -------- |
| AllMusic   |          |

Sonny Rollins Plays è un album split a nome Sonny Rollins Quintet/Thad Jones and His Ensemble, pubblicato dalla Period Records nell'aprile del 1958 .

## Tracce
LP (1958, Period Records, SPL 1204)
Lato A
1. Sonnymoon for Two (Sonny Rollins Quintet) – 8:55 (musica: Sonny Rollins) – Registrato il 4 novembre 1957 a New York
2. Like Someone in Love (Sonny Rollins Quintet) – 4:52 (testo: Johnny Burke – musica: Jimmy Van Heusen) – Registrato il 4 novembre 1957 a New York
3. Theme from Tchaikovsky's Symphony Pathetique (Sonny Rollins Quintet) – 5:50 (musica: Pëtr Il'ič Čajkovskij) – Registrato il 4 novembre 1957 a New York

Lato B
1. Lust for Life (Thad Jones and His Ensemble) – 4:05 (musica: Thad Jones) – Registrato il 24 dicembre 1956 a New York
2. I Got It That Ain't Bad (Thad Jones and His Ensemble) – 6:27 (musica: Leonard Feather) – Registrato il 24 dicembre 1956 a New York
3. Ballad Medley (Thad Jones and His Ensemble) – 7:12 – Registrato il 6 gennaio 1957 a New York

## Musicisti
Sonny Rollins Quintet
- Sonny Rollins – sassofono tenore
- Jimmy Cleveland – trombone
- Gil Coggins – pianoforte
- Wendell Marshall – contrabbasso
- Kenny Dennis – batteria [3]

Thad Jones and His Ensemble
- Thad Jones – tromba
- Frank Foster – sassofono tenore (brani: Lust for Life e I Got It That Ain't Bad)
- Frank Wess – sassofono tenore (brano: Ballad Medley)
- Henry Coker – trombone (brano: Ballad Medley)
- Jimmy Jones – pianoforte (brani: Lust for Life e I Got It That Ain't Bad)
- Tommy Flanagan – pianoforte (brano: Ballad Medley)
- Doug Watkins – contrabbasso (brani: Lust for Life e I Got It That Ain't Bad)
- Eddie Jones – contrabbasso (brano: Ballad Medley)
- Jo Jones – batteria (brani: Lust for Life e I Got It That Ain't Bad)
- Elvin Jones – batteria (brano: Ballad Medley) [4]

### Produzione
- Registrazioni effettuate al Beltone Studios di New York City, New York, 4 novembre 1957 e al Esoteric Sound Studios di New York City, New York, 24 dicembre 1956 e 6 gennaio 1957
- Charles Raucher – ingegnere delle registrazioni (Beltone Studios)
- Jerry Newman – ingegnere delle registrazioni (Esoteric Sound Studios)
- Leonard Feather – note retrocopertina album originale [5]